# Souppes-sur-Loing
Souppes-sur-Loing – miejscowość i gmina we Francji, w regionie Île-de-France, w departamencie Sekwana i Marna.
Według danych na rok 1990 gminę zamieszkiwało 4851 osób, a gęstość zaludnienia wynosiła 176 osób/km² (wśród 1287 gmin regionu Île-de-France Souppes-sur-Loing plasuje się na 332. miejscu pod względem liczby ludności, natomiast pod względem powierzchni na miejscu 28.).